# Hamilton Academical Football Club
Maillots
Actualités
Dernière mise à jour : 21 juin 2019.
Le Hamilton Academical Football Club est un club écossais de football basé à Hamilton.
Tout juste promu en Scottish Premiership, Hamilton Academical crée la sensation au début du championnat 2014-2015 en remportant 7 de ses 10 premiers matchs.

## Historique
- 1874 : fondation du club
- 1898 : 1re participation à la Lanarkshire League
- 1899 : 1re participation à la Scottish County League
- 1903-1907 : participation à la Glasgow and West of Scotland League
- 1906 : 1re participation au championnat de 1re division (saison 1906-1907)
- 1994 : fermeture de leur stade historique, le Douglas Park
- 2001 : ouverture de leur nouveau stade, le New Douglas Park (entretemps, le club a joué ses matchs à domicile à Cliftonhill et au Firhill Stadium)
- 2021 : Relégation du Premiership
- 2023 : Relégation au League One (D3).
- 2024 : Promoion au Championship (D2).
- 2025 : Relégation au League One (D3).

## Palmarès
| Compétitions nationales | Compétitions internationales |
| - Championnat d'Écosse de deuxième division (4) : - Champion : 1904, 1986, 1988 et 2008. - Vice-champion : 1905, 1953, 1965 et 2014. - Championnat d'Écosse de troisième division (0) : - Vice-champion : 1997 et 2004. - Championnat d'Écosse de quatrième division (1) : - Champion : 2001. - Coupe d'Écosse (0) : - Finaliste : 1911 et 1935. - Scottish Challenge Cup (3) : - Vainqueur : 1992, 1993 et 2023 - Finaliste : 2006 et 2012. | - Aucune participation       |

## Joueurs et personnalités du club

### Entraîneurs
- Alex Raisbeck, 1914 - 1922
- David Buchanon, 1922 - 1923
- Scott Duncan, 1923 - 1925
- Willie McAndrew, 1925 - 1946
- Jimmy McStay, 1946 - 1951
- Andrew Wylie, 1951 - 1953
- Jacky Cox, 1953 - 1956
- John Lowe, 1956 - 1958
- Andy Paton, 1959 - 1968
- John Crines, 1968 - 1969
- Billy Lamont, 1969 (joueur/entraîneur)
- Tommy Ewing, 1969 - 1970
- Bobby Shearer, 1970-1971
- Ronnie Simpson, 1971 - 1972
- Billy Lamont, 1972 (intérim)
- Eric Smith, 1972 - 1978
- Davie McParland, 1978 - 1982
- John Blackley, 1982 - 1983
- Bertie Auld, 1983 - 1984
- John Lambie, 1984 - 1988
- Jim Dempsey, 1988 - 1989
- George Miller, 1989 (intérim)
- John Lambie, 1989 - 1990
- George Miller, 1990 (intérim)
- Billy McLaren, 1990 - 1992
- Iain Munro, 1992 - 1996
- Sandy Clark, 1996 - 1998
- Colin Miller, 1998 - 1999 (joueur/entraîneur)
- Ally Dawson, 1999 - 2002
- Chris Hillcoat, 2002 - 2003
- Allan Maitland, 2003 - 2005
- Billy Reid, 2005 - avr. 2013
- Alex Neil, avr. 2013 - 2015
- Martin Canning, 2015 - janv.. 2019
- Brian Rice, janv.. 2019 - décembre 2020
- Le scotche, janv.. 2020 -